# Nerita sanguinolenta
Nerita sanguinolenta is een slakkensoort uit de familie van de Neritidae. De wetenschappelijke naam van de soort is voor het eerst geldig gepubliceerd in 1829 door Menke.